# La Défaite des armées allemandes devant Moscou
Pour plus de détails, voir Fiche technique et Distribution.
La Défaite des armées allemandes devant Moscou (Разгром немецких войск под Москвой, Razgrom nemetskikh voysk pod Moskvoy) est un film documentaire soviétique réalisé par Leonid Varlamov et Ilya Kopaline, sorti en 1942,. Ce documentaire relate la Bataille de Moscou qui s'est déroulée du 2 octobre 1941 au 22 janvier 1942, durant la Seconde Guerre mondiale.
Le film obtint l'Oscar du meilleur film documentaire en 1943 (ex æquo avec trois autres films),.

## Synopsis
Le film commence à Moscou, où les civils préparent des défenses dans les rues. Des hommes en civil armés de fusils se préparent au combat. Des femmes fabriquent des caisses d'obus et préparent des grenades à main. Sur la Place Rouge, un Staline apparemment immense prononce un discours de combat devant des milliers de soldats de l'Armée rouge qui défilent en grand manteau, avec des ouchankas et des baïonnettes fixes.
Des hommes, des camions, des chars et des pièces d'artillerie avancent dans la bataille. Des canons antiaériens tirent dans le ciel nocturne, traversé par des faisceaux de projecteurs. Un bombardier allemand écrasé est vu en gros plan. Les chasseurs et les bombardiers russes sont préparés et armés.
Des canons d'artillerie de différents types tirent à plusieurs reprises. Les équipages des chars d'assaut se précipitent vers leurs véhicules et sautent à bord. Les chars traversent les plaines enneigées en direction de l'ennemi. Des troupes camouflées dans la neige sont parachutées derrière les lignes ennemies. Ils récupèrent des skis qui leur ont été parachutés et se lancent dans la bataille, se couchant sous le feu de l'ennemi avant d'attaquer à nouveau. Des chars sortent d'une forêt et s'élancent à travers la neige, des fantassins montés sur leur pont arrière ou sur des skis s'élançant en grand nombre dans la bataille. Un char est touché et explose alors que l'attaque se poursuit. L'infanterie russe en grande tenue prend d'assaut un village et débarrasse les maisons des soldats allemands qui se sont rendus. Des villes sont libérées. Les soldats russes sont accueillis par des civils souriants. Une vieille femme embrasse plusieurs soldats.
Les atrocités commises par les Allemands sont montrées. Les maisons jusque là élégamment conservées du dramaturge Anton Tchekhov et du romancier Léon Tolstoï sont gravement endommagées et les pièces du musée sont détruites. Les corps des civils assassinés sont montrés. Des quantités de blindés et de moyens de transport allemands détruits sont éparpillés dans le paysage. L'artillerie capturée sera utilisée contre les Allemands. Les corps des Allemands morts sont figés dans la neige. Des cartes montrent l'ampleur de l'avancée russe. La ligne de front s'éloigne de Moscou.

## Fiche technique
- Titre français : La Défaite des armées allemandes devant Moscou[3] ou La Defaite allemande devant Moscou[5] ou La Débâcle des armées allemandes devant Moscou[6] ou Moscou contre-attaque[6]
- Titre original : Разгром немецких войск под Москвой (Razgrom nemetskikh voysk pod Moskvoy)
- Réalisation : Leonid Varlamov, Ilya Kopaline
- Scénario : Piotr Pavlenko
- Caméra : Roman Karmen, Ivan Beliakov, Georgy Bobrov, Théodore Bounimovitch, Pavel Kasatkine, Anatoli Krylov, Aleksei Lebedev, Boris Mokaseev, Boris Nebylitski, Vassili Soloviov, Mikhail Sneiderov, Viktor Staland, Boris Cher, Aleksandr Chekutiev, Aleksandr Elbert, Vladimir Iechurine
- Production : Studio central des films documentaires
- Genre : film de guerre
- Pays de production :  Union soviétique
- Format : noir et blanc
- Durée : 55 minutes
- Langue : russe
- Date de sortie :
  - Union soviétique : 23 février 1942